# Аньцю
Аньцю́ (кит. упр. 安丘, пиньинь Ānqiū) — городской уезд городского округа Вэйфан провинции Шаньдун (КНР). Название происходит от удельного владения, существовавшего в этих местах во времена империи Хань.

## История
В древности эти места входили в состав царства Цзюй (莒国). Цзюйский Цзы Чжу получил титул Цюйцю-гун (渠丘公), и ему были даны эти места в кормление.
Во времена империи Западная Хань в 199 году до н. э. полководец Чжан Шо получил титул Аньцюского и-хоу (安丘懿侯), и ему были пожалованы эти места в удельное владение — так появился удел Аньцю (安丘侯国). После его смерти удел был в 148 году преобразован в уезд Аньцю (安丘县).
При империи Северная Ци в 556 году уезд был переименован в Чанъань (昌安县). При империи Суй в 596 году он был переименован в Моушань (牟山县), а в 606 году вновь получил название Аньцю. При империи Тан в 759 году название было изменено на Футан (辅唐县), а в эпоху Пяти династий при империи Цзинь в 942 году — на Цзяоси (胶西县). При империи Северная Сун в 971 году уезд вновь получил название Аньцю.
В 1948 году был создан Специальный район Чанвэй (昌潍专区), и уезд вошёл в его состав. В 1967 году Специальный район Чанвэй был переименован в Округ Чанвэй (昌潍地区). В 1981 году Округ Чанвэй был переименован в Округ Вэйфан (潍坊地区).
В 1983 году округ Вэйфан был расформирован, а вместо него образован Городской округ Вэйфан. В 1993 году уезд Аньцю был преобразован в городской уезд.

## Административное деление
Городской уезд делится на 2 уличных комитета и 10 посёлков.

## Экономика
В уезде развиты сельское хозяйство, пищевая промышленность и производство сельскохозяйственной техники. 